# Siège de Hanazawa
Le siège de Hanazawa de 1570 est une des nombreuses batailles qui opposent les clans Takeda et Imagawa lors de la campagne des Takeda pour s'emparer de la province de Suruga surant l'époque Sengoku de l'histoire du Japon.
Le château de Hanazawa est commandé par le général Imagawa Ōhara Sukenaga. Nagasaka Tsuruyasu, Hajikano Saemon et Takeda Shingen mènent eux-mêmes le siège et réussissent à s'emparer du château après 4 jours.

## Source de la traduction
- (en) Cet article est partiellement ou en totalité issu de l’article de Wikipédia en anglais intitulé « Siege of Hanazawa » (voir la liste des auteurs).